# Anđelko Igrec
Anđelko Igrec (Heidelberg, 1968.) je varaždinski skladatelj, dirigent, orguljaš i bivši voditelj Ureda za crkvenu glazbu Varaždinske biskupije.

## Životopis
Mo. Anđelko Igrec rođen je 1968. godine u Heidelbergu, osnovnu školu pohađao je u Prelogu (Međimurje), a gimnaziju, te studij filozofije i teologije u Zagrebu. Nakon školovanja u Hrvatskoj, završio je Studij orgulja i improvizacije u klasi prof. Hansa Haselböcka na Sveučilištu za glazbu u Beču, te na istom sveučilištu crkvenu kompoziciju u klasi prof. Wolfganga Sausenga, kompoziciju u klasi prof. Klausa P. Sattlera te orkestralnog dirigiranja kod prof. Uroša Lajovica i Johannesa Wildnera. Djeluje u Varaždinu i Badenu kod Beča kao orguljaš i zborovođa Mješovitog pjevačkog zbora "Chorus Angelicus" Varaždin . Član je Hrvatskog društva skladatelja i Hrvatskog društva crkvenih glazbenika. Voditelj je Ureda za crkvenu glazbu Varaždinske biskupije. Predavao je na Institutu za crkvenu glazbu "Albe Vidaković" Sveučilišta u Zagrebu. Na Orguljaškoj ljetnoj školi u Šibeniku voditelj je klase za improvizaciju i gregorijaniku. Glazbeni je urednik časopisa za duhovnu glazbu "Sveta Cecilija" i mjesečnika crkvenih glazbenika "Naviještati glazbom". Orguljaške koncerte održavao je diljem Hrvatske, kao i u susjednim zemljama. Za skladateljski i orguljaški rad primio je više priznanja i nagrada.

## Skladateljski rad
Anđelko Igrec do sada je objavio 70-ak djela orkestralne, komorne, scenske i filmske, te vokalne i vokalno-instrumentalne glazbe. U skladateljskom radu najveće nadahnuće nalazi u Svetom pismu, odnosno biblijskim motivima. 

### Nagrade
Dobitnik je više nagrada i priznaja od kojih su najznačajnije:
- Nagrada za kompoziciju Arno-Patscheider za pučku misu s orguljama (Austrija, 1994.)
- Nagrada Ministarstva kulture Republike Hrvatske za skladbu "Adoro te" za ženski zbor (2001.)
- Nagrada "Jurica Murai" Varaždinskih baroknih večeri za solističku izvedbu (2002.)
- Nagrada Ministarstva kulture Republike Hrvatske za skladbu "Tri misna stavka" za kantora, zbor, puk i orgulje (2003.)
- Nagrada Pasionske baštine za skladbu "Pasionske slike" za zbor i simfonijski orkestar (2003.)
- Nagrada Josip Štolcer Slavenski za oratorij "Pashalne slike" (2008.)[1]
- Nagrada "Porin" u kategoriji Najbolji autorski album, za album "Kyrie" (2010.)
- Nagrada Jurica Murai Varaždinskih baroknih večeri za najbolju umjetničku interpretaciju (2022.)

### Značajnija djela
- Adoro te
- Aklamacija prije Evanđelja
- Amen, vjerujem
- Bečka misa
- Duša mi čezne
- Improvizacija na psalam 135, Ispovidite se
- Kako je dobro (Ps 133, 1-2)
- Kantata "Maranatha - Dođi, Gospodine"
- Kraljevski psalmi
- Kriste, ti si moj život
- Kyrie - litanije
- Liturgijska suita za violinu i glasovir
- Molitva za hrvatski kruh
- Morgenstern - misa
- Morgensterntoccata
- Munchiana
- Njegov smo narod i ovce paše njegove
- O admirabile commercium
- Pashalne slike - oratorij za sole, dječji zbor, mješoviti zbor i simfonijski orkestar
- Stabat mater
- Stabat mater (za alt i gudački kvartet)
- Studie fur großes Orchester
- Suita Vigilica
- Tebi se, Gospodine, utječem
- Tria cantica
- The Wandering jews

## Vanjske poveznice
- Hrvatsko društvo skladatelja
- HDCG - Hrvatsko društvo crkvenih glazbenika
- Crkvena glazba u Varaždinskoj biskupiji  Arhivirana inačica izvorne stranice od 20. veljače 2005. (Wayback Machine)
- Tjedan crkvene glazbe 2003.  Arhivirana inačica izvorne stranice od 10. lipnja 2007. (Wayback Machine)
- Anđelko Igrec dobitnik nagrade "Josip Štolcer Slavenski"[neaktivna poveznica]
- Izbor tema iz oratorija: Pashalne slike mo. Anđelka Igreca